# Edifici Dávalos
L'edifici Dávalos és un edifici residencial unifamiliar d'estil modernista obra de l'arquitecte José Gimeno Almela. Va ser construït el 1915, s'ubica a la zona centre de Castelló de la Plana (Plana Alta, País Valencià), concretament al carrer Gasset n. 5, eix pel qual discorria l'antiga muralla del segle xiii, molt proper a la Porta del Sol. Actualment és seu de la Fundació Dávalos-Fletcher.

## Arquitextura
A l'edifici es desenvolupen dos usos clarament diferenciats en un solar entre mitgeres, el d'habitatge com a ús principal amb façana al carrer Gasset i el de magatzem annex amb accés posterior al carrer Isaac Peral.
L'edifici d'habitatge compta amb planta baixa, dues altures i cambra, mentre que la zona de magatzem té dues plantes.
La façana principal presenta una composició singular i equilibrada destacant, per la seua centralitat i potència, el mirador que connecta en planta primera amb dos balcons de ferro que s'adhereixen al conjunt alhora que defineixen la separació de la planta baixa amb la resta. La part superior del mirador es converteix en un balcó rematat amb un ampit lleuger de ferro. Els buits verticals de la planta segona són travessats per una fina motllura horitzontal que defineix l'inici del coronament de l'edifici amb el cos de la cambra.
A la planta baixa no es respecta la simetria situant-se l'accés al lateral dret a través d'un gran buit d'arc carpanell que dona pas al vestíbul. A la seua esquerra se situen dos buits amb el mateix arc però més petits. Els tres buits estan decorats amb llaços a la part superior de l'arc.
A partir de la planta baixa el llenç de la façana es resol simètricament. De la planta primera sobresurt el mirador central, recolzat sobre dues mènsules, obert per dos buits iguals en la paret frontal i dos petits en els laterals. A la planta segona predomina la verticalitat definida per tres buits iguals, d'arc rebaixat, el central obert al balcó que remata el mirador. Una fina motllura horitzontal uneix les tres obertures donant pas a la part superior a tres buits, circulars els laterals i en forma de rombe el central. A la façana se simplifiquen els elements ornamentals de caràcter secessionista, adquirint elegància i senzillesa en les seues formes.
La façana posterior presenta una composició simètrica senzilla, un gran buit central amb un recercat a manera d'arc escarser. A la part superior se superposa una imposta que connecta amb la clau de l'arc, on es troba un fanal modernista. A la planta primera un arc rebaixat agrupa la composició de quatre buits.
La distribució de l'habitatge respon a un esquema definit per una escala central de gran proporció a la qual bolquen les dependències amb obertures a façana i a un pati interior que al seu torn connecta amb la zona de magatzem.
El sistema estructural es resol amb murs de càrrega. A la façana, amb acabat petri, els elements ornamentals es defineixen a través del treball de la pedra i de l'acurat disseny de la serralleria.